# Hughesia
Hughesia, monotipski rod glavočika iz podtribusa Critoniinae, dio tribusa Eupatorieae. Jedina vrsta je 	H. reginae, endemska zeljasta vrsta sa Kube

## Opis
Hughesia uključuje jednu vrstu drvenaste loze iz Perua. Osim habitusa, ističe se papusom od brojnih čekinja, nasuprotnim i peteljkastim i troživčanim listovima te golim vjenčićima.

## Sinonimi
Nema.